# فولكر كوتشر
فولكر كوتشر هو روائي ألماني ولد في 26 ديسمبر 1962.

## روابط خارجية
فولكر كوتشر على موقع IMDb (الإنجليزية)
- فولكر كوتشر على موقع مونزينجر (الألمانية)
- فولكر كوتشر على موقع ميوزك برينز (الإنجليزية)
- فولكر كوتشر على موقع ديسكوغز (الإنجليزية)